# Киселёва, Маина Тимофеевна
Маина Тимофеевна Киселёва (манс. Маина Тимофеевна Киселёва, род. 1940, Кондинское) — врач-окулист Кондинской районной больницы, депутат Верховного Совета СССР IX созыва.

## Биография
Родилась в 1940 году в поселке Кондинское Ханты-Мансийского округа Тюменской области в семье председателя колхоза Тимофея Илларионовича и медицинской сестры Александры Васильевны Иженяковых. По национальности манси.
Отец М. Т. Киселёвой погиб на фронте в 1944 году, похоронен в Польше.
В 1947 году пошла в школу, после окончания которой поступила в Ханты-Мансийское медицинское училище. После окончания в 1960 году медицинского училища работала заведующей Урвантским фельдшерским пунктом Кондинского района Тюменской области.
В 1963—1969 годах студентка Омского медицинского института.
С 1969 года — врач Ханты-Мансийской районной больницы, с октября 1973 года врач-окулист Кондинской районной больницы.
В 1974—1978 годах — депутат Верховного Совета СССР IX созыва.
Проживает в городе Урае.